# Country-Musik 1970
Die Liste bietet eine Übersicht über das Jahr 1970 im Genre Country-Musik.

## Top Hits des Jahres

### Nummer-1-Hits
- 3. Januar – Baby Baby (I Know You're a Lady) – David Houston
- 31. Januar – A Week in a Country Jail – Tom T. Hall
- 14. Februar – It's Just a Matter of Time – Sonny James
- 14. März – The Fightin' Side of Me – Merle Haggard
- 4. April – The Tennessee Birdwalk – Jack Blanchard und Misty Morgan
- 18. April – Is Anybody Goin' to San Antoné? – Charley Pride
- 2. Mai – My Woman, My Woman, My Wife – Marty Robbins
- 9. Mai – The Pool Shark – Dave Dudley
- 16. Mai – My Love – Sonny James
- 6. Juni – Hello Darlin‘ – Conway Twitty
- 4. Juli – He Loves Me All the Way – Tammy Wynette
- 25. Juli – Wonder Could I Live There Anymore – Charley Pride
- 8. August – Don't Keep Me Hangin' On – Sonny James
- 5. September – All for the Love of Sunshine – Hank Williams Jr. with the Mike Curb Congregation
- 19. September – For the Good Times – Ray Price
- 26. September – There Must Be More to Love Than This – Jerry Lee Lewis
- 10. Oktober – Sunday Morning Coming Down – Johnny Cash
- 24. Oktober – Run, Woman, Run – Tammy Wynette
- 7. November – I Can't Believe That You Stopped Loving Me – Charley Pride
- 21. November – Fifteen Years Ago – Conway Twitty
- 28. November – Endlessly – Sonny James
- 19. Dezember – Coal Miner’s Daughter – Loretta Lynn
- 26. Dezember – Rose Garden – Lynn Anderson

### Weitere Hits
- After Closing Time – David Houston und Barbara Mandrell
- All I Have to Do Is Dream – Glen Campbell und Bobbie Gentry
- All My Hard Times – Roy Drusky
- Amos Moses – Jerry Reed
- Angels Don't Lie – Jim Reeves
- Big in Vegas – Buck Owens
- Brown-Eyed Handsome Man – Waylon Jennings
- Daddy Was an Old Time Preacher Man – Porter Wagoner und Dolly Parton
- Everything a Man Could Ever Need – Glen Campbell
- Goin' Steady – Faron Young
- The Great White Horse – Buck Owens und Susan Raye
- Heart Over Mind – Mel Tillis and the Statesiders
- Heaven Everyday – Mel Tillis and the Statesiders
- Heavenly Sunshine – Ferlin Husky
- How I Got to Memphis – Bobby Bare
- I Can't Be Myself – Merle Haggard and the Strangers
- I Do My Swinging at Home – David Houston
- I Know How – Loretta Lynn
- I Never Once Stopped Loving You – Connie Smith
- I Never Picked Cotton – Roy Clark
- I Walked Out of Heaven – Hank Williams Jr.
- I Wish I Didn't Have to Miss You – Jack Greene und Jeannie Seely
- I'll See Him Through – Tammy Wynette
- I've Cried the Blue Right Out of My Eyes – Crystal Gayle
- If I Ever Fall in Love (With a Honky Tonk Girl) – Faron Young
- If I Were a Carpenter – Johnny Cash und June Carter Cash
- If It's All the Same to You – Bill Anderson und Jan Howard
- It's Only Make-Believe – Glen Campbell
- Jesus Take a Hold – Merle Haggard and the Strangers
- Jolie Girl – Marty Robbins
- The Kansas City Song – Buck Owens and the Buckaroos
- Kentucky Rain – Elvis Presley
- Long Long Texas Road – Roy Drusky
- Love is a Sometimes Thing – Bill Anderson
- Morning – Jim Ed Brown
- Mule Skinner Blues – Dolly Parton
- Occasional Wife – Faron Young
- Once More With Feeling – Jerry Lee Lewis
- One Song Away – Tommy Cash
- Right or Left at Oak Street – Roy Clark
- Rise and Shine – Tommy Cash
- Salute to a Switchblade – Tom T. Hall
- She's a Little Bit Country – George Hamilton IV.
- She's Mine – George Jones
- Shoeshine Man – Tom T. Hall
- Six White Horses – Tommy Cash
- Snowbird – Anne Murray
- Someday We'll Be Together – Bill Anderson und Jan Howard
- Stay There Til I Get There – Lynn Anderson
- Street Singer – Merle Haggard and the Strangers
- The Taker – Waylon Jennings
- Thank God and Greyhound – Roy Clark
- That’s How I Got to Memphis – Bobby Bare
- That's When She Started to Stop Loving You – Conway Twitty
- Then He Touched Me – Jean Shepard
- There's a Story Goin' Round – Don Gibson und Dottie West
- Where Have All Our Heroes Gone – Bill Anderson
- Wonders of the Wine – David Houston
- You Wouldn't Know Love – Ray Price

## Alben (Auswahl)
- Fightin' Side of Me – Merle Haggard (Capitol)
- For the Good Times – Ray Price (Columbia)
- Hello Darlin – Conway Twitty (Decca)
- Just Plain Charley – Charley Pride (RCA)
- Skid Row Joe: Down in the Alley – Porter Wagoner (RCA)
- Snowbird – Anne Murray (Capitol)

## Geboren
- 25. Oktober – Chely Wright

## Gestorben
- 1. April – Paul Cohen (62), einflussreicher Produzent (Decca)

## Neue Mitglieder der Hall of Fames

### Country Music Hall of Fame
- The Original Carter Family
  - A. P. Carter (1891–1960)
  - Sara Carter (1898–1979)
  - Mother Maybelle Carter (1909–1978)

### Nashville Songwriters Hall of Fame
- Gene Autry
- Johnny Bond
- Albert Brumley
- A.P. Carter
- Ted Daffan
- Vernon Dalhart
- Rex Griffin
- Stuart Hamblen
- Pee Wee King
- Vic McAlpin
- Bob Miller
- Leon Payne
- Jimmie Rodgers
- Fred Rose
- Redd Stewart
- Floyd Tillman
- Merle Travis
- Ernest Tubb
- Cindy Walker
- Hank Williams
- Bob Wills[1]

## Die wichtigsten Auszeichnungen

### Grammys
- Grammy Award for Best Country Vocal Performance, Female – Tammy Wynette – Stand By Your Man
- Grammy Award for Best Country Vocal Performance, Male – Johnny Cash – A Boy Named Sue
- Best Country Performance By A Duo Or Group – Waylon Jennings & The Kimberlys – Macarthur Park
- Best Country Instrumental Performance – The Nashville Brass & Danny Davis – The Nashville Brass Featuring Danny Davis Play More Nashville Sounds
- Best Country Song – Shel Silverstein – A Boy Named Sue, Interpret: Johnny Cash[2]

### Academy of Country Music Awards
- Single of the Year – Okie from Muskogee, Merle Haggard
- Album of the Year – Okie from Muskogee, Merle Haggard
- Top Male Vocalist – Merle Haggard
- Top Female Vocalist – Tammy Wynette
- Top Vocal Duo – Merle Haggard and Bonnie Owens
- Top Vocal Group – The Kimberleys
- Top New Male Vocalist – Freddy Weller
- Top New Female Vocalist – Donna Fargo

### Country Music Association Awards
- Entertainer of the Year – Merle Haggard
- Male Vocalist of the Year – Merle Haggard
- Female Vocalist of the Year – Tammy Wynette
- Instrumental Group of the Year – Danny Davis & the Nashville Brass
- Comedian of the Year – Roy Clark
- Vocal Group of the Year – Tompall Glaser and the Glaser Brothers
- Vocal Duo of the Year – Porter Wagoner und Dolly Parton
- Single of the Year – Okie Fom Muskogee – Merle Haggard
- Song of the Year – Sunday Morning Coming Down – Kris Kristofferson
- Album of the Year – Okie From Muskogee – Merle Haggard
- Instrumentalist of the Year – Jerry Reed